# Board of European Students of Technology
Pour les articles homonymes, voir Best.
Le Board of European Students of Technology (BEST, en français Comité des étudiants européens en technologie) est une organisation internationale, non gouvernementale, apolitique, à but non lucratif, entièrement gérée par des étudiants. Celle-ci s'efforce de rendre les étudiants en technologie plus ouverts vers l'étranger, en encourageant leur mobilité et leur communication interculturelle. BEST utilise l'anglais comme seule langue officielle.

Ancien Logo de BEST

À l'heure actuelle, BEST compte 95 groupes BEST locaux (LBG), dans 32 pays européens, et plus de 3 300 membres actifs, touchant environ 1 700 000 étudiants.
L'organisation dispose d'un service d'offres d'emplois, ciblées vers les étudiants en technologie envisageant une carrière internationale, proposant une base de données contenant environ 20 000 CV d'étudiants européens.

## Histoire

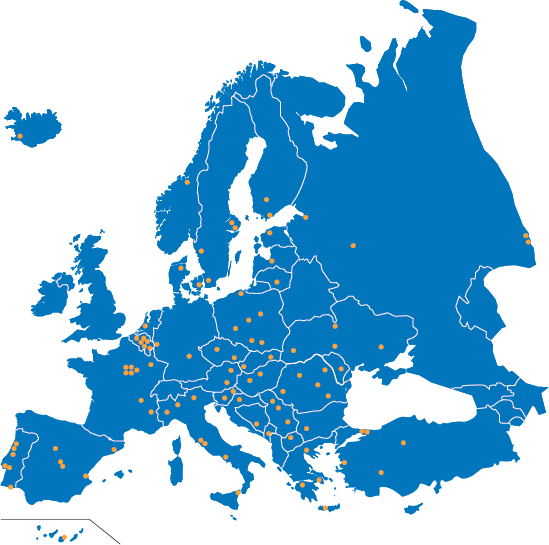
BEST Map Of Europe 2014

Le concept fondateur de BEST naquit en mai 1987 à Stockholm (Suède) au cours d'une conférence européenne destinée aux étudiants en mathématiques et physiques. Il fut décidé, à l'issue de la conférence, d'organiser deux fois par an une Semaine Internationale. Celles-ci se tiendraient à chaque fois dans un pays différent, et permettraient de développer l'interaction entre les étudiants européens.
La seconde Semaine Internationale eut lieu à Grenoble (France en mars 1988). Ce rassemblement réunissait non seulement des étudiants en mathématiques et en physique, mais également provenant d'autres domaines. Cette réunion fut suivie d'une autre Semaine Internationale, laquelle se déroula à Eindhoven (Pays-Bas). Cependant, la première rencontre consacrée exclusivement à BEST pris place à Berlin (Allemagne) en avril 1989. Là furent promulgués les principes fondateurs de BEST : BEST sera constitué d'un comité (Board), d'une assemblée générale et de membres. Les délégués qui prirent part à cette fondation provenaient de toute l'Europe : Barcelone, Berlin, Bologne, Budapest, Eindhoven, Grenoble, Helsinki, Lisbonne, Ljubljana, Londres, Louvain-la-Neuve, Paris, Stockholm, Trondheim, Turin, Vienne, Varsovie et Zurich.
Durant ce rassemblement, BEST fut officiellement fondé, avec comme principe fondateur et directeur de promouvoir les échanges et la communication entre étudiants européens en technologie. En novembre 1990, au cours du rassemblement de Budapest, le programme d'été fit son apparition comme un ensemble de cours, d'une durée de deux semaines, répartis sur toute l'Europe. L'été 1991 vit apparaitre les 13 premiers courses d'été (Summer Courses). Ceux-ci furent supportés durant les trois premières années de leur existence par le programme TEMPUS de l'Union européenne. 
L'organisation poursuivit son expansion, intégrant de nouveaux membres, et développant de nouveaux projets. Au cours de l'Assemblée Générale XIV de BEST, il fut décidé que BEST, en collaboration avec CESAER et le SEFI, de poser leur candidature pour mettre en place le réseau thématique H3E, sous la tutelle du programme SOCRATES de la Communauté européenne. Ce réseau fut officiellement établi en septembre 1996. Celui-ci s'étant fixé comme objectif de travailler sur l'avenir de l'éducation dans le domaine de l'ingénierie. H3E devint ainsi le premier réseau thématique parmi lequel les étudiants participaient en tant que partenaires à statut égal.
Au cours de l'Assemblée Générale XV de BEST, qui eut lieu en Belgique, BEST entama un partenariat privilégié avec l'organisation allemande Bonding. Chaque association reconnaissant dès lors les activités de l'autre, et mettant sur pied un schéma de collaboration. Depuis 2002, BEST collabore également avec la Fédération canadienne des étudiants et étudiantes en génie (CFES).

## Organisations partenaires
- bonding-studenteninitiative e.V. (depuis 1997)
- Fédération canadienne des étudiants et étudiantes en génie (depuis 2004)

## Structure interne
BEST est composé essentiellement de groupes locaux, dispersés à travers l'Europe. Un comité (Board), assisté de plusieurs comités et groupes de travail coordinent les activités.

### Groupe BEST Local
Un Groupe BEST Local, invariablement nommé d'après leur acronyme anglais: LBG (Local BEST Group), est une association de membres de BEST provenant de la même université. Ces LBGs sont responsables de l'organisation des activités BEST au sein de leur université. Chaque LBG est indépendant de la structure internationale de BEST. Cependant, en tant que membre du réseau BEST, ceux-ci se doivent d'organiser au moins un séminaire sur l'éducation tous les deux ans, d'être présents à l'Assemblée Générale et au Rassemblement des Présidents, qui se tiennent chacun une fois par an. De plus, chaque cours organisé par un LBG doit suivre un certain nombre de règles qui assurent la haute qualité de ceux-ci à travers tout le réseau. Enfin, les LBGs se doivent de promouvoir les courses BEST auprès des étudiants de leur université et de s'occuper des formalités internes nécessaires à leur départ. S'ajoutent à ces activités des évènements propres à chaque LBG tels que journées de l'emploi, soirées, compétitions, accueil des étudiants ERASMUS...

### Board
Le Board est constitué de six membres depuis l'assemblée générale XXIII, en 2005 à La Canée. Auparavant, il comportait neuf personnes, dont les coordinateurs de chaque comité (voir ci-dessous). Les fonctions actuelles des membres du Board sont les suivantes :
- Président
- Trésorier
- Secrétaire
- Vice-président pour les relations extérieures
- Vice-président pour les relations internes
- Vice-président pour le soutien des LBG's

Toutes les fonctions du Board sont bénévoles, seuls certains déplacements sont remboursés.

### Comités
Plusieurs comités prennent en charge certaines tâches spécifiques :
- ITC (Information Technology Comittee) : prend en charge tous les aspects informatiques, tels que le site web.
- EduCo (Educational Committee) : s'occupe des relations avec les institutions concernant l'éducation en Europe, et supervise les symposiums sur l'éducation.
- markeTeam: crée et améliore le matériel de promotion de BEST.
- EEC (External Event Committee) : Supervise l'organisation des évènements externes de BEST, tels les courses d'étés ou les compétitions.
- BEST Corporate Relations (aussi appelé Financial Team ou finTeam en interne): gère la coopération avec les entreprises partenaires de BEST, en étroite collaboration avec le trésorier.
- TiGro (Training Group) : comité chargé de la formation interne.

## BEST courses
Les BEST courses (séminaires en français) sont généralement considérés comme l'activité centrale de BEST. La toute grande majorité des LBGs en organise au moins un chaque année. Ces événements, d'une durée d'une à deux semaines, rassemblent des étudiants de toute l'Europe autour d'un sujet de technologie. L'aspect académique, bien que d'un niveau très relevé et d'une diversité croissante, n'est pas l'unique objectif des courses saisonniers. En effet, l'aspect culturel de ces événements est un élément central pour ceux-ci. Rassembler des jeunes étudiants européens autour d'un sujet scientifique avancé, tout en permettant l'échange interculturel, et ce à prix réduits, tel est donc le concept des courses BEST.
La qualité et l'ouverture des courses BEST sont des caractéristiques importantes, car elles les distinguent d'autres organisations internationales d'étudiants. En effet, n'importe quel étudiant provenant d'une université au sein de laquelle un LBG est implanté peut poser sa candidature pour une course, sans pour autant devenir membre. 
En conséquence, BEST fournit des services non seulement à ses membres, mais également à tous les étudiants scientifiques des universités dans lequel il est implanté. En plus de cette optique générale d'ouverture vers l'Europe, les courses BEST doivent se conformer à un panel de règles, promulguées afin d'en garantir la qualité constante à travers l'Europe et au fil des ans.
Un des principes de BEST est de rendre les courses accessibles pour tous, au-delà des difficultés financières. La participation aux frais des courses demandée aux étudiants est donc systématiquement inférieure à 55 €, et est même réduite à néant pour les étudiants provenant des pays les moins nantis.

## Autres événements BEST
Au-delà des courses saisonniers, BEST organise plusieurs autres manifestations, qu'elles soient internes - réservées aux membres de BEST- ou externes, elles ont toutes pour même but de permettre aux étudiants européens en technologie de se rencontrer.

### Événements internes
- General Meetings : l'assemblée générale et le rassemblement des présidents sont les deux plus gros événements officiels dans BEST, ceux-ci rassemblent des délégués provenant de tous les LBGs. C'est lors de ces évènements que les décisions importantes concernant BEST sont votées.
- Cultural Exchange : Afin de promouvoir l'échange culturel au sein même de l'organisation, le concept d'échange culturel a été introduit dans BEST. Lors de cet événement, concernant un minimum de deux LBGs, chacun des groupes BEST concerné envoie une délégation durant une semaine dans les LBGs partenaires, avant de recevoir la délégation du LBG partenaire.
- Regional Meeting : Afin de préparer les General Meetings, des rencontres régionales sont organisées tous les six mois. Celles-ci rassemblent des membres des LBGs de la région concernée. Ceci permet d'introduire les nouveaux membres dans BEST, et facilite également la discussion autour de problèmes plus spécifiques à la région concernée.
- Jamboree: Une fois par an, BEST organise un jamboree, qui rassemble des délégués provenant de tout le réseau BEST.
- Le BESENIOR : événement organisé par le LBG Valence, permet d'améliorer les soft skills à travers de nombreuses présentations et sessions débat.

### Événements externes
- BEST Engineering Competition : Depuis 2003, BEST organise des compétitions d'ingénieurs. Celles-ci peuvent être locales, nationales, ou internationales.
- Symposium sur l'éducation: Chaque année, plusieurs symposiums ont lieu, durant lesquels les étudiants européens ont l'occasion de débattre des problèmes liés à l'éducation en Europe de nos jours.
- BEST Leisure Event : Afin de promouvoir l'échange interculturel, sans toutefois se fixer un cadre académique, des événements de loisirs sont également organisés de manières occasionnelle par les LBGs. Ceux-ci peuvent consister en une semaine de sports d'hiver, de voile, ou encore de marche pour des étudiants européens.

### Événements locaux
Au-delà de ses obligations envers BEST, chaque LBG est libre d'utiliser les ressources humaines rassemblées grâce à BEST à d'autres fins. Nombre de LBGs sont actifs au niveau local, que ce soit pour organiser des foires de l'emploi, des compétitions locales ou des activités propres à l'université hôte.